# 小牧加矢太
小牧 加矢太（こまき かやた、1996年12月24日 - ）は、馬術選手、日本中央競馬会（JRA）の騎手である。2020年全日本障害飛越選手権で優勝するなど、馬術競技の選手としても活躍。父は兵庫県競馬組合所属騎手の小牧太。
JRAの騎手では高校を中退して入学した者は比較的多くいるが、数少ない高校卒業者である。

## 来歴・人物
幼少期は馬に関心がなくサッカー少年として過ごしていたが、2010年12月23日に名古屋競馬場で行われた名古屋グランプリを現地観戦、父・太がワンダースピードに騎乗して勝利する姿を見て競馬に興味を持った。中学1年生から乗馬を始めてJRAの騎手を目指していたが、中学3年間で身長が30cm以上伸びたことで減量が難しくなり断念して馬術の道へと進んだ。
2013年、滋賀県・光泉カトリック高等学校2年の時にジュニアライダー障害飛越選手権優勝。
高校卒業後に上京して北総乗馬クラブに就職、所属すると、2000年シドニーオリンピック・2004年アテネオリンピック日本代表の林忠義に師事。2013年には全日本ジュニアライダー障害飛越選手権で、元競走馬のオレニツイテコイとのコンビで優勝し、翌年2014年には第69回国民体育大会 (長崎国体)で優勝した。
2016年8月にヤングライダー障害飛越選手権で優勝、11月には全日本障害馬術大会 大障害飛越競技Bでも優勝した。
2017年6月には日本馬術連盟から馬術アンバサダーライダーに任命されている。
2020年11月に行われた全日本障害飛越選手権において減点ゼロでの初優勝を果たした。
2021年3月には障害競走専門の騎手を目指してJRA騎手免許試験を受験することが報じられた。平地競走の騎手免許試験では49kg以下の体重が求められるのに対して、障害競走の騎手免許試験では55kg以下であれば良く、もう一度騎手を目指したいと受験を決めた。
2022年2月8日、JRA騎手免許試験に合格したことが発表された。1982年の競馬学校設立以降、競馬学校もしくは他の競馬機関に所属した経験がない者がJRA所属騎手となるのは初めてのことである。同年3月19日にデビュー、4月24日に福島競馬場で行われた障害4歳以上未勝利をヴァーダイトとのコンビで優勝し、初勝利を挙げた。
2024年7月27日、第26回新潟ジャンプステークスでホッコーメヴィウスに騎乗し1着となり、19度目の挑戦で重賞初制覇を飾った。この勝利が特別戦初勝利でもあった。同年10月9日、兵庫県三木ホースランドパークで行われた「SAGA2024国民スポーツ大会」の馬術競技会で第6競技「成年男子ダービー競技」をトゥアイクリスタルで制した。同年の障害リーディング争いは、上半期だけで上野翔が11勝、森一馬が10勝、小牧が9勝を上げるなど、ハイレベルかつ熾烈なリーディング争いとなった。最終的に勝利数は上野と18勝で並んだものの、2着数の差で上回り、障害リーディングを獲得した。また、勝利度数のほか、勝率、獲得賞金、騎乗回数で争われる優秀障害騎手賞を1位で受賞し、JRA賞最優秀障害騎手も受賞。
2025年3月5日、所属する音無厩舎の定年解散にともない、フリーとなる。

## 主な騎乗馬
- ホッコーメヴィウス（2024年新潟ジャンプステークス）[21]
- アサクサゲンキ（京都ジャンプステークス2着2回、京都ハイジャンプ3着）
- ネビーイーム（2024年中山大障害3着）
- インプレス（2025年新潟ジャンプステークス）

## 騎乗成績
|             | 日付           | 競馬場・開催  | 競走名                 | 馬名               | 頭数 | 人気 | 着順 |
| ----------- | -------------- | ------------- | ---------------------- | ------------------ | ---- | ---- | ---- |
| 初出走      | 2022年3月19日  | 1回阪神11日4R | 障害4歳以上未勝利      | ブルベアペスカ     | 9頭  | 2    | 4着  |
| 初勝利      | 2022年4月24日  | 1回福島4日4R  | 障害4歳以上未勝利      | ヴァーダイト       | 14頭 | 4    | 1着  |
| 重賞初出走  | 2022年7月30日  | 2回新潟1日8R  | 新潟ジャンプステークス | ヴァーダイト       | 14頭 | 4    | 3着  |
| 重賞初勝利  | 2024年7月27日  | 2回新潟1日9R  | 新潟ジャンプステークス | ホッコーメヴィウス | 13頭 | 2    | 1着  |
| J・GI初出走 | 2022年12月24日 | 5回中山7日10R | 第145回中山大障害      | ケンホファヴァルト | 11頭 | 4    | 8着  |

## 主な馬術競技受賞歴
- 2013 全日本ジュニアライダー障害飛越選手権 優勝
- 2016 全日本ヤングライダー障害飛越選手権 優勝
- 2016 全日本大障害飛越競技B 優勝
- 2014 第69回国民体育大会 少年標準障害飛越競技・少年二段階障害飛越競技 優勝
- 2020 全日本障害飛越選手権 優勝
その他の成績は日本馬術連盟サイト参照[22]
- 「SAGA2024国民スポーツ大会」成年男子ダービー競技 優勝

## エピソード
- 競馬学校を受験した際、橋口弘次郎厩舎を手伝っていた父の計らいで、橋口と親交の深い音無秀孝の厩舎への所属が予定されていた。その後、障害騎手試験に合格した小牧は再会した音無秀孝に厩舎所属を願い出て師弟関係が実現した[1]。